# Tommaso Knyvet, I barone Knyvet

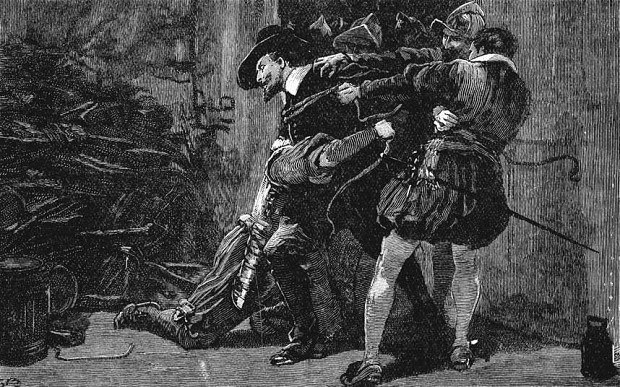
Incisione di Knyvet che arresta Guy Fawkes nella cantina delle Houses of Parliament.

Thomas Knyvet, anche Knevytt, Knyvett, Knevett, Knevitt (1545 – 27 luglio 1622), era il secondogenito di sir Henry Knyvet di Charlton, Wiltshire e Anne Pickering, figlia di sir Christopher Pickering di Killington, Westmoreland. La sua sorellastra Catherine Knyvet sposò Thomas Howard, I conte di Suffolk.

## Biografia
Studiò al Jesus College all'Università di Cambridge. Egli fu gentiluomo di camera della regina Elisabetta I, e nel 1592, divenne Master at Arms. Nel 1601 divenne membro del Parlamento per Thetford e nel 1603, il re Giacomo I gli concesse la magione di Stanwell, Middlesex.
Il 21 luglio 1597 sposò Elizabeth, figlia di sir Roland Hayward e vedova di Richard Warren di Essex. Venne nominato cavaliere fra il 1603 ed il 1604. Dopo aver svelato la congiura delle polveri, venne nominato membro del consiglio privato di Anna di Danimarca, Warden of the Mint, e gli fu assegnata la manor di Stanwell e successivamente (1613) quella di Staines. Venne poi incaricato dell'educazione della principessa Mary. Egli sedette in Parlamento nella qualità di barone Knyvet di Escrick, Yorkshire nel 1607.
Lord Knyvet fu anche famoso per una lunga disputa con Edward de Vere, il XVII conte di Oxford, che alcuni teorici che sposarono la tesi da lui sostenuta, doveva essere considerato il vero autore delle opere attribuite a William Shakespeare.
Lord Knyvet fu il primo inquilino del 10 Downing Street, l'attuale residenza ufficiale del Primo Ministro del Regno Unito, in un edificio chiamato Knyvett House. La dimora gli venne concessa dalla regina Elisabetta I. Questa casa passò poi a sua nipote, Elizabeth Hampden, il cui nipote fu, a sua volta, Oliver Cromwell. Dopo la scadenza della locazione del terreno, nel 1682, George Downing realizzò una serie di immobili che daranno poi vita al 10 Downing Street.
Alla morte di Lord Knyvet, nel luglio 1622, venne realizzata, su sua volontà, una scuola gratuita a  Stanwell.